# Syskonen Willoughby
Syskonen Willoughby (Engelska: The Willoughbys) är en amerikansk-kanadensisk datoranimerad komedifilm regisserad av Kris Pearn och Cory Evans med manus skrivit av Pearn. Filmen är baserad på Lois Lowrys barnbok The Willoughbys.
Filmens svenska premiär är planerad på Netflix den 22 april 2020.

## Handling
Filmen handlar om de fyra syskonen Willoughby som blir övergivna av deras själviska föräldrar, och deras äventyr att finna den verkliga meningen av vad en familj är.  

## Medverkande röster (i urval)
- Will Forte – Tim Willoughby
- Martin Short – pappa Willoughby
- Alessia Cara – Jane Willoughby
- Jane Krakowski – mamma Willoughby
- Ricky Gervais – katten, berättare
- Maya Rudolph – Nannyn
- Terry Crews – kommendör Melanoff